# Lai Lung (Surses)
Der Lai Lung ⓘ (rätoromanisch im Dialekt Surmiran für «langer See») ist ein Bergsee südwestlich von Riom-Parsonz im Kanton Graubünden in den schweizerischen Alpen. Er liegt auf 2003 m ü. M., zwischen dem Mot Laritg und Plaz Fravesch.
Am See findet sich eine Möglichkeit zum Rasten (Tisch, Bänke und Grillstelle).

## Zugang

### Von Somtgant
- Ausgangspunkt: Somtgant (2117 m)
- Route: Somtgant, Mot Laritg
- Als Wanderweg weiss-rot-weiss markiert
- Schwierigkeit: B
- Zeitaufwand: ¾ Stunde
- Bemerkung: Somtgant ist per Sesselbahn der Savognin Bergbahnen erreichbar. Schöne Aussicht.

### Von Tigignas
- Ausgangspunkt: Tigignas, Talstation Sesselbahn (1592 m)
- Route: Tigignas, Zeznas, Monas, Plaz Fravesch
- Als Wanderweg weiss-rot-weiss markiert
- Schwierigkeit: B
- Zeitaufwand: 1¼ Stunden

### Über Bargung von Parsonz
- Ausgangspunkt: Parsonz (1398 m)
- Route: Parsonz, Pro Barlegn, Lungatigia, Bargung
- Als Wanderweg weiss-rot-weiss markiert
- Schwierigkeit: B
- Zeitaufwand: 2 Stunden
- Bemerkung: Weg führt hauptsächlich durch den Wald

### Über Bargung von Cre digl Lai
- Ausgangspunkt: Parkplatz Cre digl Lai (1780 m) oder Salouf (1258 m)
- Route: Salouf, Parkplatz Cre digl Lai, Bargung
- Als Wanderweg weiss-rot-weiss markiert
- Schwierigkeit: B
- Zeitaufwand: 1 Stunden vom Parkplatz Cre digl Lai, 2½ Stunden von Salouf
- Bemerkung: Weg führt hauptsächlich durch den Wald

### Über Alp Foppa
- Ausgangspunkt: Parkplatz Cre digl Lai (1780 m) oder Salouf (1258 m)
- Route: Salouf, Parkplatz Cre digl Lai, Som igls Mellens, Alp Foppa, Mot Laritg
- Als Wanderweg weiss-rot-weiss markiert
- Schwierigkeit: B
- Zeitaufwand: 2 Stunden vom Parkplatz Cre digl Lai, 3½ Stunden von Salouf
- Bemerkung: Beinhaltet Zwischensteigung auf 2213 m